# Líbano en los Juegos Olímpicos de Roma 1960
Líbano estuvo representado en los Juegos Olímpicos de Roma 1960 por un total de 19 deportistas masculinos que compitieron en 6 deportes.
El equipo olímpico libanés no obtuvo ninguna medalla en estos Juegos.